# 日本ジュニアゴルフツアー
日本ジュニアゴルフツアー（英:Japan junior Golf Tour、略称JJGT）は、一般社団法人日本ゴルフツアー協会が主催・主管・運営している全国男女ジュニア競技会である。
ジュニア選手の登竜門として、現在3,300人以上のジュニア会員が登録されている。ジュニアの先には、男女プロアマ賞金大会であるWDCツアーが備えられており、将来プロゴルファーとして安心して競技大会に専念できる環境が整えつつある。

## 概要
ひとりでも多くのジュニアゴルファーが心身鍛錬や技術の向上、磨き合う場を数多く経験してもらえるよう、2010年度から始まった「日本ジュニアゴルフツアー（JJGT）」は、全国各地でジュニア育成の為のゴルフ競技会を毎週土日祝日に全国で年間100～120大会以上開催している。現在3,300名以上のジュニア選手が登録されており、本競技会を通じてゴルフスキルの向上は勿論としてルールやマナー、エチケットをきちんと覚えていただくものとして運営されている。本競技会を通じて毎年多くのジュニア選手達が日本代表として韓国、ハワイ、グアム、オーストラリア、アメリカ本土などの国際大会に派遣され、ゴルフを通じた競技能力のレベルアップと国際交流の貴重な体験をしている。
大会では、安全と運営に支障のないよう保護者もスコアラーとして競技会に参加し、子供達のレベルと技量を再確認する場として、さらに教育の場として大いに活用されており、JJGT競技会で成績の優れた選手には国際大会やプロトーナメントへの出場権が付与され、将来のスーパースターの登竜門として用いられている。

## 主催大会
- 全日本ジュニアグランドチャンピオン全国大会
- ボルビック杯・東アジア国際ジュニアゴルフ選手権　・・・　韓国に派遣
- ハワイパール国際ジュニアオープン（PJO）・・・・・・・　ハワイホノルルに派遣
- 全日本ヒルズ（豪州）国際ジュニアゴルフ選手権   ・・・・  オーストラリアヒルズ学院へ無料留学派遣
- 全豪ヒルズ国際ジュニアオープン・・・・・・・・・・・・  オーストラリアに派遣
- ハワイバーバーズポイント国際ジュニアオープン（BJO）・  ハワイホノルルに派遣
- グアムUSAレオパレス国際ジュニアオープン・・・・・・・ グアムに派遣
- BMWグアムUSA国際ジュニアオープン　・・・・・・・・　グアムに派遣
- USAフロリダIMGゴルフアカデミーインビテーション ・・　アメリカフロリダに派遣
- ジャック・ニクラウスゴルフアカデミーキャンプ
- USA SANDIEGO Junior Open Challenge Camp

## 国際大会派遣史
| 大会開催月 | 大 会 名 | 開催国                                        | 派遣数 | 種目                                                                                       | 入賞                                     | 選手名                                                                             | 出 身                                                   | 所 属 |
| ---------- | --- | --------------------------------------------- | ------ | ------------------------------------------------------------------------------------------ | ---------------------------------------- | ---------------------------------------------------------------------------------- | ------------------------------------------------------- | --- |
| 2011年5月  | 第1回全日本ジュニアグランドチャンピオン 全国決勝大会 | 栃木県, 那須野ヶ原CC                          |        | 14歳以下男子 12歳以下男子 12歳以下女子 10歳以下男子 10歳以下女子                           | 優勝 優勝                                | 三浦 大河 工藤 高久 小林 千夏 森山 友貴 久保田実夢                                 | 神奈川県 神奈川県 千葉県 神奈川県 千葉県                | 藤野中3年 三觜ゴルフスクール小6年 大椎小6年 森村学園初等部3年 みつわ台南小4年                                                             |
| 2011年7月  | 第1回ハワイパール国際ジュニアオープン（PJO） | ハワイ,USA                                    | 12     | 14歳以下男子 10歳以下男子                                                                  | 優勝 優勝                                | 百目鬼光紀 相原 諒哉                                                               | 栃木県 東京都                                           | 石橋中2年 芝久保小5年 |
| 2011年8月  | ジュニア会員数 500名突破 |                                               |        |                                                                                            |                                          |                                                                                    |                                                         | |
| 2011年12月 | 第1回レオパレスカップ・グアムUSA国際ジュニアオープン | Guam, USA                                     | 18     | 14歳以下男子 14歳以下女子 12歳以下男子 12歳以下女子 10歳以下男子                           | 優勝 優勝 準優勝 優勝 準優勝 三位        | 百目鬼光紀 古川茉由夏 相原 諒哉 丸山 優香 井坪 佑介 梅内秀太郎                     | 栃木県 岐阜県 東京都 熊本県 埼玉県 東京都               | 石橋中2年 梅林中2年 芝久保小5 荒尾市立八幡5年 朝霞第五小5年 練馬区立大泉北小4年                                                           |
| 2012年2月  | USPGA公認大会 第34回ハワイパールオープン | ハワイ,USA                                    | 2      | 16歳以下男子 14歳以下男子                                                                  | ・ 本戦進出                              | 鶴田 貴也 百目鬼光紀                                                               | 神奈川県 栃木県                                         | 代々木高1年 石橋中2年 |
| 2012年3月  | 第2回全日本ジュニアグランドチャンピオン 全国決勝大会 | 栃木県, サンヒルズCC                          |        | 16歳以下男子 14歳以下男子 14歳以下女子 12歳以下男子 12歳以下女子 10歳以下男子 10歳以下女子 | 優勝 優勝                                | ﾃﾞﾊﾞﾙﾊﾞｶﾌﾞﾘｴﾙ 野田 悠太 古川茉由夏 井坪 佑介 弘津 綾香 梅田秀太郎 吉津谷彩香       | 兵庫県 石川県 岐阜県 埼玉県 岐阜県 東京都 栃木県        | 関西学院高等部1年 中海中2年 梅林中3年 朝霞第五小5年 垂井町立不破中1年 練馬区立大泉北小4年 フラワーヒルズGC小4年                           |
| 2012年7月  | ジュニア会員数 1,000名突破 |                                               |        |                                                                                            |                                          |                                                                                    |                                                         | |
| 2012年7月  | 第2回ハワイパール国際ジュニアオープン（PJO） | ハワイ,USA                                    | 17     | 14歳以下男子 10歳以下女子                                                                  | 三位 準優勝                              | 三浦 大河 市原 愛心                                                                | 神奈川県 愛知県                                         | 藤野中3年 豊橋市立幸小5年 |
| 2012年8月  | 第4回BMWグアムUSA国際ジュニアオープン | Guam, USA                                     | 7      | 14歳以下男子 14歳以下女子 10歳以下男子 10歳以下女子                                        | 三位 準優勝 優勝                         | 今井 健 小平 利佳 林 恭平 横山 栞子                                                | 京都府 東京都 神奈川県 愛知県                           | 命館中2年 四谷インターナショナル中2 横浜市立日野南小4年 春日井市立篠原小3年                                                               |
| 2012年8月  | USA SANDIEGO Junior Open Challenge Camp 2013 Callaway World Junior & AJGA Tour | Sandiego, USA                                 | 3      | 16歳以下男子 14歳以下女子 12歳以下男子                                                     |                                          | 淡路 恋 五月女栞雛 大野孝太朗                                                      | 東京都 栃木県 千葉県                                    | 目黒学院高1年 宇都宮市立清原中1年 市原市立五井小6年                                                                                       |
| 2012年11月 | 第1回日韓国際ジュニアゴルフ選手権 | 群山,韓国                                     | 27     | 12歳以下男子 10歳以下男子 10歳以下女子                                                     | 優勝 優勝                                | 相原 諒哉 佐藤 卓郎 市原 愛心                                                      | 東京都 東京都 愛知県                                    | 芝久保小6年 成城学園初等学校4年 豊橋市立幸小5年                                                                                           |
| 2012年12月 | 第2回レオパレスカップ・グアムUSA国際ジュニアオープン | Guam, USA                                     | 15     | 10歳以下女子                                                                               | 優勝                                     | 安達 有沙                                                                          | 神奈川県                                                | 横浜雙葉小3年 |
| 2013年1月  | IMGレッドベターゴルフアカデミー開催 |                                               |        |                                                                                            |                                          |                                                                                    |                                                         | |
| 2013年3月  | 第2回日韓国際ジュニアゴルフ選手権 | 済州島,韓国                                   | 13     | 10歳以下男子                                                                               | ライジング賞                             | 本 大志                                                                            | 神奈川県                                                | 横浜市立末吉小1年 |
| 2013年3月  | 第3回全日本ジュニアグランドチャンピオン 全国決勝大会 | 栃木県, サンヒルズCC                          |        | 16歳以下男子 14歳以下男子 14歳以下女子 12歳以下男子 12歳以下女子 10歳以下男子              | 優勝 優勝                                | 三浦 大河 山岸 宥喜 弘津 綾香 野本未世夢 小西 遥 鈴木 隆太                         | 神奈川県 群馬県 岐阜県 神奈川県 千葉県                  | 藤野中3年 石澤ゴルフスクール中2年 垂井町立不破中1年 大和市立引地台中1年 勝浦市立興津小6年 野田市立宮崎小4年                               |
| 2013年7月  | 韓国ヒルズ(全豪)国際ジュニアオープン | 務安,韓国                                     | 1      | 14歳以下男子                                                                               |                                          | 相原 諒哉                                                                          | 東京都                                                  | 田無第一中1年 |
| 2013年7月  | ジュニア会員数 1,300名突破 |                                               |        |                                                                                            |                                          |                                                                                    |                                                         | |
| 2013年7月  | 第3回ハワイパール国際ジュニアオープン（PJO） | ハワイ,USA                                    | 12     | 14歳以下男子                                                                               | 優勝                                     | 相原 諒哉                                                                          | 東京都                                                  | 田無第一中1年 |
| 2013年8月  | 第5回BMWグアムUSA国際ジュニアオープン | Guam, USA                                     | 2      |                                                                                            |                                          |                                                                                    |                                                         | |
| 2013年8月  | 韓国ジュニアチャレンジキャンプ実施(12泊13日) | 群山,韓国                                     | 4      |                                                                                            |                                          |                                                                                    |                                                         | |
| 2013年8月  | 第3回日韓国際ジュニアゴルフ選手権 | 群山,韓国                                     | 16     |                                                                                            |                                          |                                                                                    |                                                         | |
| 2013年12月 | 第1回全日本ヒルズ(豪州)国際ジュニアゴルフ ★オーストラリアヒルズ学院ゴルフ&英語無料特待生選抜会 | 千葉県, 真名CCGPコース                        | 4      | 高校女子 高校男子 中学男子 中学女子                                                        | MVP 1年 優勝1ヶ月                        | 立浦葉由乃 ﾃﾞﾊﾞﾙﾊﾞｶﾌﾞﾘｴﾙ 石過功一郎 小林 千夏                                      | 愛知県 兵庫県 千葉県                                    | 福井工業大学付属福井高2年 関西学院高3年 甲南中3年 大椎中3年                                                                               |
| 2013年12月 | 第3回レオパレスカップ・グアムUSAジュニアオープン | Guam, USA                                     | 13     | 18歳以下男子 12歳以下女子                                                                  | 優勝 優勝                                | 岡部 雄斗 南澤莉佳子                                                               | 群馬県 宮城県                                           | 伊勢崎市立赤堀中3年 仙台台市立上杉山通小6年                                                                                               |
| 2014年1月  | 第1回全豪ヒルズ国際ジュニアオープン | Goldcoast, Australia                          | 4      | 15歳以下女子                                                                               | 優勝                                     | 古川莉月愛                                                                         | 岐阜県                                                  | 梅林中1年 |
| 2014年3月  | 第4回全日本ジュニアグランドチャンピオン 全国決勝大会 | 栃木県, サンヒルズCC                          |        | 18歳以下男子 14歳以下男子 14歳以下女子 12歳以下男子 10歳以下男子 10歳以下女子              | 優勝 優勝                                | 岡部 雄斗 鈴木 大哉 古川莉月愛 久保田祐樹 浅野はやて 相場 彩那                     | 群馬県 埼玉県 岐阜県 千葉県 東京都 埼玉県               | 伊勢崎市立赤堀中3年 住地ゴルフ中1年 梅林中1年 茂原市立西陵中1年 江連忠GS小5年 エースGS小5年                                               |
| 2014年4月  | ボルビック杯・第4回日韓国際ジュニアゴルフ選手権 ★Volvik奨学生4名選抜 立浦葉由乃(愛知県)、 越雲みなみ(栃木県)、立浦葉唯(愛知県)、松島華暖(福岡県)                                                                           | 鎮川,韓国                                     | 12     | 18歳以下女子                                                                               | 優勝                                     | 立浦葉由乃                                                                         | 愛知県                                                  | 福井工業大学付属福井高3年 |
| 2014年7月  | 第4回ハワイパール国際ジュニアオープン（PJO） | ハワイ,USA                                    | 9      | 12歳以下男子 10歳以下女子                                                                  | 準優勝 準優勝                            | 岡部 開斗 髙里由貴子                                                               | 群馬県 沖縄県                                           | 伊勢崎市立赤堀中1年 沖縄カトリック小4年                                                                                                   |
| 2014年7月  | ジュニア会員数 1,700名突破 |                                               |        |                                                                                            |                                          |                                                                                    |                                                         | |
| 2014年9月  | ボルビック杯・第5回日韓国際ジュニアゴルフ選手権 ★Volvik奨学生3名選抜 吉田 良彌(北海道)、森崎 怜(静岡県)、 宇野 泰成(福岡県)                                                                                                | 鎮川,韓国                                     | 13     |                                                                                            |                                          |                                                                                    |                                                         | |
| 2014年12月 | ゴルフ業界の活性化とプロ選手育成のため WDC(World Dream Circuit)ゴルフツアー4大会開催 ★プロアマ賞金大会 | 千葉県, スカイウェイCC 兵庫県, 有馬ロイヤルGC |        |                                                                                            | 優勝 優勝                                | 福原翔太プロ 篠崎紀夫プロ 浅井康弘プロ 藤井伸一プロ                                | 千葉県 千葉県 愛知県 広島県                             | |
| 2014年12月 | 第2回全日本ヒルズ(豪州)国際ジュニアゴルフ ★オーストラリアヒルズ学院ゴルフ&英語無料特待生選抜会 | 千葉県, 真名CCGPコース                        | 4      | 高校男子 高校女子 中学男子 中学女子                                                        | MVP 1年 優勝1ヶ月                        | 張 昊華 二口 涼 渋谷晃太郎 立浦 珠唯                                               | 中国 東京都 愛知県                                      | 中国江蘇省体育局2年 私立日出高1年 さいたま市立日進中2年 尾張旭市立西中2年                                                                 |
| 2014年12月 | 第6回BMWグアムUSA国際ジュニアオープン | Guam, USA                                     | 15     | 18歳以下男子 18歳以下男子 14歳以下男子 14歳以下女子 12歳以下女子 10歳以下男子              | 準優勝 三位 準優勝 三位 優勝             | 宇野 泰成 髙野 健汰 渡辺龍ノ介 中條 志歩 南澤莉佳子 松本 凜子 友利 光              | 福岡県 沖縄県 愛知県 埼玉県 宮城県 東京都 沖縄県        | 福岡沖学園隆徳館高1年 沖縄県立本部高2年 名古屋経済大学市邨中3年 松伏町立松伏第二中1年 台市立上杉山中1年 練馬区立大泉北小6年 金城小4年     |
| 2015年3月  | 第1期USAフロリダIMGゴルフアカデミーインビテーション | Florida,USA                                   | 1      | 14歳以下男子                                                                               |                                          | 相原 諒哉                                                                          | 東京都                                                  | 田無第一中2年 |
| 2015年3月  | 大ジャック・ニクラウスゴルフアカデミーSPRING CAMP実施 |                                               |        |                                                                                            |                                          |                                                                                    |                                                         | |
| 2015年3月  | 第4回全日本ジュニアグランドチャンピオン 全国決勝大会 | 栃木県, サンヒルズCC                          |        | 14歳以下男子                                                                               | 優勝                                     | 岡部 開斗                                                                          | 群馬県                                                  | 伊勢崎市立赤堀中1年 |
| 2015年6月  | ジュニア会員数 2,100名突破 |                                               |        |                                                                                            |                                          |                                                                                    |                                                         | |
| 2015年7月  | 第5回ハワイパール国際ジュニアオープン（PJO） | ハワイ,USA                                    | 5      |                                                                                            |                                          |                                                                                    |                                                         | |
| 2015年8月  | 第2期USAフロリダIMGゴルフアカデミーインビテーション | Florida,USA                                   | 2      | 16歳以下女子 14歳以下女子                                                                  |                                          | 星野 杏奈 小暮 広海                                                                | 埼玉県 千葉県                                           | 堀越高2年 らんらん倶楽部中3年 |
| 2015年11月 | 第6回日韓国際ジュニアゴルフ選手権 | 龍仁,韓国                                     | 5      |                                                                                            |                                          |                                                                                    |                                                         | |
| 2015年11月 | ジュニア会員数 2,200名突破 |                                               |        |                                                                                            |                                          |                                                                                    |                                                         | |
| 2015年11月 | 第2回全豪ヒルズ国際ジュニアオープン | Goldcoast, Australia                          | 2      | 18歳以下女子                                                                               | 優勝                                     | 立浦葉由乃                                                                         | 愛知県                                                  | 福井工業大学1年 |
| 2015年12月 | 第3回全日本ヒルズ(豪州)国際ジュニアゴルフ ★オーストラリアヒルズ学院ゴルフ&英語無料特待生選抜会 | 千葉県, 真名CCGPコース                        | 3      | 中学男子 高校女子 中学女子                                                                 | MVP 1年 優勝1ヶ月                        | 李 東玭 土田 三栞 太田 紗羅                                                        | 韓国 埼玉県 福島県                                      | 韓国 岩槻北陵高2年 小名浜第二中3年 |
| 2015年12月 | 第7回BMWグアムUSA国際ジュニアオープン | Guam, USA                                     | 12     | 18歳以下男子 18歳以下女子 14歳以下女子 12歳以下女子 10歳以下男子 8歳以下男子               | 準優勝 優勝 準優勝 三位 準優勝 優勝 三位 | 加茂 雅也 高木 美佑 古川莉月愛 永野さくら 横山 まい 中澤 瑠来 市村翔太郎 今屋 大雅 | 東京都 愛知県 岐阜県 福岡県 千葉県 埼玉県 茨城県 東京都 | 暁星高1年 名古屋市立円上中3年 梅林中3年 リンデンホールスクール中高学部2年 聖徳大学付属中2年 朝霞市立朝霞第二小6年 豊浦小4年 月島第三小1年 |
| 2016年3月  | 第6回全日本ジュニアグランドチャンピオン 全国決勝大会 | 栃木県, サンヒルズCC                          |        | 16歳以下男子 14歳以下男子 10歳以下女子                                                     | 優勝 優勝                                | 千葉 竜聖 北爪 友之 前田 愛結                                                      | 東京都 兵庫県 福岡県                                    | 緑ヶ丘中3年 姫路市立広嶺中2年 泉小4年 |
| 2016年4月  | ジャック・ニクラウスゴルフアカデミーSPRING CAMP実施 |                                               |        |                                                                                            |                                          |                                                                                    |                                                         | |
| 2016年6月  | ジュニア会員数 2,300名突破 |                                               |        |                                                                                            |                                          |                                                                                    |                                                         | |
| 2016年7月  | 第6回ハワイパール国際ジュニアオープン（PJO） | ハワイ,USA                                    | 8      | 10歳以下男子                                                                               | 準優勝                                   | 比留間康介                                                                         | 東京都                                                  | 武蔵村山市立第二小5年 |
| 2016年8月  | 第7回日韓国際ジュニアゴルフ選手権 | 龍仁,韓国                                     | 7      | 18歳以下女子                                                                               | 六位                                     | ロー 鈴奈                                                                          | 宮城県い                                                | 仙台育英学園高3年 |
| 2016年9月  | ボルビック杯・第6回東アジア国際ジュニア選手権 | 鎮川,韓国                                     | 4      | 18歳以下男子                                                                               | 五位                                     | 村尾 優一                                                                          | 神奈川県                                                | St.Mary's International 高1 |
| 2016年11月 | ジュニア会員数 2,400名突破 |                                               |        |                                                                                            |                                          |                                                                                    |                                                         | |
| 2016年11月 | 第3回全豪ヒルズ国際ジュニアオープン | Goldcoast, Australia                          | 1      |                                                                                            |                                          |                                                                                    |                                                         | |
| 2016年12月 | 第4回全日本ヒルズ(豪州)国際ジュニアゴルフ ★オーストラリアヒルズ学院ゴルフ&英語無料特待生選抜会 ★海外ジュニア選手6名来日 | 千葉県, 真名CCGPコース                        | 4      | 高校男子 高校女子 中学男子 中学女子                                                        | MVP 1年 優勝1ヶ月                        | 藤山 大耀 野辺 優夏 李 東玭 郡山 瞳                                                | 兵庫県 福島県 韓国 宮城県                               | 作陽高校3年 富岡高3年 豪州ヒルズ学院中3年 仙台市立寺岡中3年                                                                               |
| 2016年12月 | 第1回ハワイバーバーズポイント国際ジュニアオープン(BJO) | ハワイ,USA                                    | 7      | 18歳以下女子 12歳以下女子                                                                  | 五位 四位                                | 北口 紗季 鈴木菜々美                                                               | 兵庫県 千葉県                                           | 関西大学第一高3年 千葉大学附属小5年 |
| 2017年3月  | フレックスパワー杯・第8回日韓国際ジュニア選手権 | 麗水,韓国                                     | 3      |                                                                                            |                                          |                                                                                    |                                                         | |
| 2017年4月  | 第7回全日本ジュニアグランドチャンピオン 全国決勝大会 | 千葉県, 真名CCGPコース                        |        | 16歳以下男子 14歳以下男子 12歳以下女子 10歳以下男子                                        | 優勝 優勝                                | 田中 隆貴 一柳 孝幸 蟹江 美羽 清野 桜貴                                            | 愛媛県 東京都 愛知県 東京都                             | 新田青雲中等教育学校3年 世田谷区立松沢中2年 ゴルフクラブ大樹小6年 HMBゴルフアカデミー小4年                                                |
| 2017年4月  | ジャック・ニクラウスゴルフアカデミーSPRING CAMP実施 |                                               |        |                                                                                            |                                          |                                                                                    |                                                         | |
| 2017年4月  | ジュニア会員数 2,500名突破 |                                               |        |                                                                                            |                                          |                                                                                    |                                                         | |
| 2017年7月  | 第7回ハワイパール国際ジュニアオープン（PJO） |                                               | 9      | 12歳以下男子                                                                               | 7位                                      | 大久保麻波浪                                                                       | 東京都                                                  | TRY URBAN GOLF小5年 |
| 2017年8月  | ジャック・ニクラウスゴルフアカデミーSUMMER CAMP実施 |                                               |        |                                                                                            |                                          |                                                                                    |                                                         | |
| 2017年8月  | 第5回全日本ヒルズ(豪州)国際ジュニアゴルフ ★オーストラリアヒルズ学院ゴルフ&英語無料特待生選抜会 ★海外ジュニア選手19名来日                                                                                                   | 千葉県, 真名CCGPコース                        | 4      | 中学女子 高校男子 中学男子 小学生男子                                                      | MVP 1年 優勝1ヶ月 優勝2週間              | ChiaYuHsieh Paranchai R. 石塚 祥利 富永 球道                                       | 台湾 タイ 福岡県 兵庫県                                 | 台湾中3年 タイランド高2年 沖学園中3年 三田小6年                                                                                           |
| 2017年8月  | ボルビック杯・第6回東アジア国際ジュニア選手権 | 龍仁,韓国                                     | 4      | 15歳以下女子                                                                               | 三位                                     | 横山 翔亜                                                                          | 東京都                                                  | Hills International College 9年 |
| 2017年10月 | ジュニア会員数 2,600名突破 |                                               |        |                                                                                            |                                          |                                                                                    |                                                         | |
| 2017年11月 | 第4回全豪ヒルズ国際ジュニアオープン | Goldcoast, Australia                          | 2      |                                                                                            |                                          |                                                                                    |                                                         | |
| 2017年12月 | 第6回全日本ヒルズ(豪州)国際ジュニアゴルフ ★オーストラリアヒルズ学院ゴルフ&英語無料特待生選抜会 ★海外ジュニア選手19名来日                                                                                                   | 千葉県, 真名CCGPコース                        | 3      | 高校男子 中学女子 小学生女子                                                               | MVP 半年 優勝1ヶ月 優勝2週間             | 渡辺龍之介 横山 翔亜 二宮 佳音                                                     | 愛知県 東京都 群馬県                                    | 福井工業大学福井高3年 Hills International College 9年 笠懸北小5年                                                                         |
| 2017年12月 | 第2回ハワイバーバーズポイント国際ジュニアオープン(BJO) | ハワイ,USA                                    | 2      | 12歳以下男子                                                                               | 準優勝                                   | 大久保麻波浪                                                                       | 東京都                                                  | TRY URBAN GOLF小5年 |
| 2017年12月 | ジュニア会員数 2,700名突破 |                                               |        |                                                                                            |                                          |                                                                                    |                                                         | |
| 2018年3月  | 第6回グアムUSAレオパレス国際ジュニアオープン | Guam, USA                                     | 7      | 14歳以下女子 12歳以下男子 10歳以下男子 8歳以下男子                                         | 優勝 優勝 準優勝 優勝                    | 隈元風羽南 大久保麻波浪 家崎 日向 北野 貴斗 森 巨希                                | 東京都 東京都 三重県 大阪府 千葉県                      | 渋谷本町学園中2年 TRY URBAN GOLF小5年 藤水小5年 堺市立福泉中央小4年 四街道市立みそら小1年                                                 |
| 2018年3月  | 第8回全日本ジュニアグランドチャンピオン 全国決勝大会 | 千葉県, 真名CCGPコース                        |        | 18歳以下男子 16歳以下男子 16歳以下女子 12歳以下男子 12歳以下女子 10歳以下男子 10歳以下女子 | 優勝 優勝                                | 千葉 竜聖 小柳 右吏 津田 舞音 大久保麻波浪 蟹江 美羽 戸村 空汰 中野 彩葉           | 東京都 東京都 千葉県 東京都 愛知県 埼玉県               | 杉並学院高校3年 青山高校2年 聖徳大学附属女子中3年 TRY URBAN GOLF小5年 ゴルフクラブ大樹小6年 霞ヶ関南小4年 大谷場東小4年                   |
| 2018年5月  | ジュニア会員数 2,800名突破 |                                               |        |                                                                                            |                                          |                                                                                    |                                                         | |
| 2018年7月  | 第8回ハワイパール国際ジュニアオープン（PJO） | ハワイ,USA                                    | 7      | 14歳以下男子 12歳以下男子                                                                  | 準優勝 優勝                              | 宮野 雄月 大久保麻波浪                                                             | 神奈川県 東京都                                         | 玉川学園中2年 TRY URBAN GOLF小6年 |
| 2018年8月  | 第7回全日本ヒルズ(豪州)国際ジュニアゴルフ ★オーストラリアヒルズ学院ゴルフ&英語無料特待生選抜会 ★海外ジュニア選手18名来日                                                                                                   | 千葉県, 真名CCGPコース                        | 4      | 高校男子 高校女子 中学男子 小学校女子                                                      | MVP 1年 優勝1ヶ月 優勝2週間              | Erf-Fu Huang 西郷 真央 Jui Heng Tsai 二宮 佳音                                     | 台湾 千葉県 台湾 群馬県                                 | 台湾高校1年 私立麗澤高2年 台湾中学3年 笠懸北小6年                                                                                         |
| 2018年8月  | ボルビック杯・第6回東アジア国際ジュニア選手権 | 鎮川,韓国                                     | 9      |                                                                                            |                                          |                                                                                    |                                                         | |
| 2018年11月 | 第5回全豪ヒルズ国際ジュニアオープン | Goldcoast, Australia                          | 6      |                                                                                            |                                          |                                                                                    |                                                         | |
| 2018年11月 | ジュニア会員数 2,900名突破 |                                               |        |                                                                                            |                                          |                                                                                    |                                                         | |
| 2018年12月 | 第3回ハワイバーバーズポイント国際ジュニアオープン(BJO) | ハワイ,USA                                    | 7      | 18歳以下女子 14歳以下男子                                                                  | 四位 五位                                | 小林 愛奈 小原 力                                                                  | 長野県 東京都                                           | 日本ウェルネス高1年 Iolani School 中2年                                                                                                   |
| 2019年3月  | 第7回グアムUSAレオパレス国際ジュニアオープン | Guam, USA                                     | 5      | 14歳以下女子 14歳以下女子                                                                  | 優勝 準優勝                              | 山本 紗矢 隈元風羽南                                                               | 兵庫県 東京都                                           | オーバードライブ中1年 渋谷本町学園中2年                                                                                                   |
| 2019年3月  | 第9回全日本ジュニアグランドチャンピオン 全国決勝大会 | 千葉県, 真名CCGPコース                        |        | 14歳以下男子 12歳以下男子                                                                  | 優勝 優勝                                | 池谷 駿介 家崎 日向                                                                | 静岡県 三重県                                           | 星陵中2年 藤水小6年 |
| 2019年5月  | ジュニア会員数 3,000名突破 |                                               |        |                                                                                            |                                          |                                                                                    |                                                         | |
| 2019年7月  | 第9回ハワイパール国際ジュニアオープン（PJO） | ハワイ,USA                                    | 6      |                                                                                            |                                          |                                                                                    |                                                         | |
| 2019年7月  | 韓国ゴルフアカデミー夏季4週間キャンプ | 泰安,韓国                                     | 11     |                                                                                            |                                          |                                                                                    |                                                         | |
| 2019年8月  | 第8回全日本ヒルズ(豪州)国際ジュニアゴルフ ★オーストラリアヒルズ学院ゴルフ&英語無料特待生選抜会 ★海外ジュニア選手29名来日                                                                                                   | 千葉県, 真名CCGPコース                        | 3      | 中学男子 高校男子 中学女子                                                                 | MVP 1年 優勝1ヶ月                        | Hsuan-AnYu Siong Hung Ting Ern Hui Ting                                            | 台湾 マレーシア                                         | 台湾中学3年 マレーシア高校2年 マレーシア中学3年                                                                                           |
| 2019年8月  | ボルビック杯・第7回東アジア国際ジュニア選手権 | 泰安,韓国                                     | 8      |                                                                                            |                                          |                                                                                    |                                                         | |
| 2019年11月 | 第6回全豪ヒルズ国際ジュニアオープン | Goldcoast, Australia                          | 5      | 18歳以下女子                                                                               | 三位                                     | 中村 好花                                                                          | 京都府                                                  | OVD高校2年 |
| 2019年12月 | 韓国ゴルフアカデミー冬季タイ4週間キャンプ | Bangkok,タイ                                  | 5      |                                                                                            |                                          |                                                                                    |                                                         | |
| 2019年12月 | 第4回ハワイバーバーズポイント国際ジュニアオープン(BJO) | ハワイ,USA                                    | 3      |                                                                                            |                                          |                                                                                    |                                                         | |
| 2020年1月  | ジュニア会員数 3,100名突破 |                                               |        |                                                                                            |                                          |                                                                                    |                                                         | |
| 2020年3月  | 第9回全日本ジュニアグランドチャンピオン 全国決勝大会 | 千葉県, 真名CCGPコース                        |        | 12歳以下男子 12歳以下女子 10歳以下女子                                                     | 優勝 優勝                                | 渋井晃太郎 大西 穂佳 稲村かぐや                                                    | 神奈川県 兵庫県 埼玉県                                  | 瀬戸ヶ谷小6年 兵庫教育大学附属小6年 川口市立安行東小3年                                                                                   |
| 2020年3月  | <GOLF INNOVATION> 男女プロアマ賞金トーナメントのWDCツアー再構築 ★ゴルフ界の活性化を図るために、地域密着型で 次世代の若手選手らの育成と活躍を引き立てるツアー として、地方創生、地域経済の発展、地球環境の保全 などに繋げる |                                               |        | プロ、シニア アマチュア 研修生 大学生 ジュニア                                             |                                          |                                                                                    |                                                         | World Dream Circuit Golf Tourの再構築 1部 Diamond Tour 2部 Platinum Tour 3部 Gold Tour ★QT制                                              |
| 2020年3月  | 「WDCTOUR」説明会開催＠新宿ワシントンホテル 全国ネット中継配信 | ワシントン ホテル,新宿                        |        |                                                                                            |                                          |                                                                                    |                                                         | |
| 2020年7月  | ジュニア会員数 3,200名突破 |                                               |        |                                                                                            |                                          |                                                                                    |                                                         | |
| 2020年8月  | 一般社団法人全日本ゴルフ指導者連合協会 （会長：原稔氏、副会長：黒木蘭氏）と対等合併 原稔氏は最高顧問就任、黒木蘭氏は顧問に就任                                                                                             |                                               |        |                                                                                            |                                          |                                                                                    |                                                         | |
| 2020年12月 | 文部科学省スポーツ庁にて 「WDC及びプロゴルフリーグ事業説明会」開催 |                                               |        |                                                                                            |                                          |                                                                                    |                                                         | |
| 2021年3月  | 第10回全日本ジュニアグランドチャンピオン 全国決勝大会 | 千葉県, 真名CCGPコース                        |        | 16歳以下女子 14歳以下男子 14歳以下女子 12歳以下男子 12歳以下女子 10歳以下男子 10歳以下女子 | 優勝 優勝                                | 五十嵐 優 松谷 崇嗣 西澤 美李 深田章一郎 名田 真子 池田 烈琉 稲村かぐや            | 東京都 東京都 神奈川県 東京都 兵庫県 千葉県 埼玉県      | 大泉学園中3年 砧南中2年 共立女子第二中1年 慶應義塾横浜初等部6年 姫路市立白浜小6年 いすみ市立中根小3年 川口市立安行東小4年                 |
| 2021年4月  | ジュニア会員数 3,300名突破 |                                               |        |                                                                                            |                                          |                                                                                    |                                                         | |

## 年度別海外派遣選手人数
- 2011年度　30名
- 2012年度　71名
- 2013年度　65名
- 2014年度　57名
- 2015年度　30名
- 2016年度　31名
- 2017年度　27名
- 2018年度　40名
- 2019年度　46名
- 2020年度は新型コロナによる中止            ◎合計派遣延べ実績397名

## スカラシップ（奨学金）支給基準
スカラシップ（奨学金）制度は、JJGT大会に出場し、優秀な成績と正しいマナー、エチケットを遵守した選手を対象に日本ゴルフツアー協会が海外ツアーの全額または一部を負担して派遣するものである。複数の地区予選会への出場が認められ、最も優秀な成績を記録した予選会の成績を採用しており、予選会の成績（決勝大会がある場合は決勝大会の）成績を考慮して、最終的に本戦エントリーした選手の中から成績上位者40％以内の選手について下記スカラシップ（奨学金）を支給・派遣する。（小数点以下四捨五入、5名以上のエントリーで成立、エントリー数によっては％調整）
(1)成績上位者10%以内に該当する選手には、ツアー費用の30%～50%をスカラシップとして支給・派遣する。
※1.日韓国際ジュニア選手権の場合は、上位10％以内に該当する選手にツアー費用の100％全額を支給派遣する。
※2.IMGアカデミーの場合は、アカデミー滞在期間によって補助する金額が増減する。
(2)成績上位20%以内に該当する選手には、ツアー費用の20%をスカラシップとして支給・派遣する。
(3)成績上位40%以内に該当する選手には、ツアー費用の10%をスカラシップとして支給・派遣する。
例）エントリーした選手が20名いた場合、
(1)成績上位者10%、20名×10％つまり２名にはツアー費用の30～50%をスカラシップとして支給・派遣する。
(2)成績上位者20%、つまり4名中(1)の2名を除いた2名にさらにツアー費用の20%をスカラシップとして支給・派遣する。
(3)成績上位者40%、つまり8名中(1)の2名と(2)の2名を除いた4名にさらにツアー費用の10%をスカラシップとして支給・派遣する制度である。